# WordPerfect Office
WordPerfect Office — офісний пакет, розроблений Corel Corporation. Станом на квітень 2008, останньою версією є WordPerfect Office X4, яка доступна в кількох редакціях, включаючи Standard, Professional, Home & Student і Family Pack Edition. Також доступний WordPerfect Office 12 Small Business Edition, він включає ширший набір застосунків, разом із засобами для редагування фото та інтернет безпеки.
Офісний пакет є нащадком WordPerfect Suite, зібраного Novell в 1994 і придбаного Corel в 1996.

## Додатки
Основними компонентами WordPerfect Office X4 — Standard Edition є:
- WordPerfect X4, текстовий процесор (.wpd-файли)
- Quattro Pro X4, електронні таблиці (.qpw-файли)
- Presentations X3, створення слайд-шоу (.shw-файли)
- WordPerfect MAIL, клієнт електронної пошти і персональний інформаційний менеджер

Застосунки пакету мають можливість відкривати на читання формати, що використовують інші офісні пакети, зокрема OpenDocument від OpenOffice.org та новий Office Open XML від Microsoft Office. Документи Adobe PDF відкриваються на читання і на запис, з можливістю запустити програму розпізнавання символів для відсканованих документів.
Орієнтована на бізнес редакція WordPerfect Office X4 — Professional Edition не включає WordPerfect MAIL, натомість додає:
- Paradox, система управління базами даних (.pdx-файли)
- WordPerfect Office Software Development Kit, колекція інструментів розробника, що зокрема включає і специфікації форматів файлів WordPerfect Office.

Старі застосунки, що не були включені в останню версію:
- CorelCENTRAL, персональний інформаційний менеджер
- Trellix, інструментарій для вебдизайну
- Dragon NaturallySpeaking, розпізнавання мови (не зі стандартної комплектації)

## Unicode
WordPerfect Office 2021 пропонує підтримку Unicode, що дозволяє користувачам працювати з різними мовами та наборами символів. Хоча старіші версії мали обмеження, версія 2021 року та пізніші версії містять розширену підтримку Unicode, що дозволяє користувачам відкривати, редагувати та зберігати файли із символами, що виходять за рамки стандартного набору ASCII.

## Випуски
- 1994 — Novell Perfect Office for Windows 3.1 — WP 6.1, Quattro Pro 6.0, Presentations 3.0, InfoCentral 1.1, Paradox 5.0 (Paradox вклюений тільки в Professional version)
- 1996 — Corel WordPerfect Suite 7 for Windows 95.
- 1996 — Corel WordPerfect Suite, DOS — WP 6.2, Quattro Pro 5.6, Presentations 2.0
- 1997 — Corel WordPerfect Suite 8.
- 1999 — WordPerfect Office 2000 Professional (WordPerfect 9, Quattro Pro 9, Presentations 9, Paradox 9, CorelCENTRAL 9, Trellix 2)
- 2001 — WordPerfect Office 2002 (version 10)
- 2003 — WordPerfect Office (version 11)
- 2004 — WordPerfect Office (version 12)
- 2006 — WordPerfect Office X3 (version 13)
- 2008 — Wordperfect Office X4 (version 14) підтримка PDF, OpenDocument та Office Open XML
- 2010 — WordPerfect Office X5 (version 15)
- 2020 — WordPerfect Office 2020 (version 20)
- 2025 (рік) —  WordPerfect Office 2021 (version 21) (безплатна, тестова версія)  [2]

Остання (на 12.08.2025), платна версія WordPerfect Office 2021 Professional включає: 
- WordPerfect 2021 - текстовий процесор

- Quattro Pro 2021 - електронні таблиці
- Presentations 2021 - створення презентацій

## Версії під Macintosh
Серед всіх застосунків пакету лише WordPerfect мав Mac-редакцію. Розвиток спинився на версії 3.5e, яку Corel випустив як вільний продукт в 1998 перед зупинкою розробки.